# Naan Tabuariki
Naan Tabuariki ist ein kleines Motu des Onotoa-Atolls der pazifischen Inselrepublik Kiribati.

## Geographie
Naan Tabuariki ist eine kleine unbewohnte Insel zwischen der nördlichen Hauptinsel Buariki und Otowae im Süden. Zusammen mit Abanekeneke und Abeiningan bildet sie den Übergang zwischen den beiden Inseln. Durch den Inter-Islands-Causeway sind die Inseln miteinander verbunden.